# Język oromo
Język oromo (język oromski, język galla) – najważniejszy język kuszycki wielkiej rodziny języków afroazjatyckich. Posługuje się nim około 25 mln użytkowników, głównie w Etiopii.
Dzieli się na kilka dialektów, z czego najważniejszy jest dialekt oromski środkowo-zachodni (ok. 9 mln użytkowników), używany także w Egipcie.
Język oromo służy obok urzędowego języka amharskiego jako ponadetniczny język handlowy w Etiopii, jest też nauczany w szkołach i używany w lokalnych mediach.